# Abbaye Saint-Pierre d'Avenay
L'abbaye Saint-Pierre d'Avenay est une ancienne abbaye bénédictine, de fondation royale, située à Avenay dans la Marne, fondée par sainte Berthe vers 660. Étant l'une des plus anciennes abbayes de France, elle jouissait de nombreux privilèges. Un grand nombre de familles nobles y faisait entrer leurs filles vouées au célibat.

## Histoire
Sainte Berthe, femme de Saint Gombert, fait construire dans son monastère tous les bâtiments que saint Benoît a prescrits, à l'exception du moulin, car le vallon n'est arrosé par aucune rivière. Elle achète une fontaine, au hameau de Vertuelle, à Louvois, pour une livre. Berthe prie et la fontaine devient la source d'un ruisseau, la Livre, qui alimente l'abbaye. Le monastère, dès les premiers siècles de son existence, possède de riches et nombreux domaines, attesté par Hincmar mais avec l'invasion des Normands, les troubles et les perturbations des IXe et Xe siècles, les domaines de l'abbaye sont extrêmement réduits, diminué de la meilleure partie de ses revenus, non seulement dans les « pays lointains », mais encore dans les dépendances du Val-d'Or.
La maison abbatiale et l'église sont entièrement incendiées et reconstruites vers la fin du XIIe siècle. La nouvelle abbatiale est consacrée en 1186. Un grand nombre de familles nobles désire y faire entrer leurs filles vouées au célibat. Les revenus de l'abbaye sont insuffisants pour l'entretien des religieuses, l'apport des postulantes n'est pas toujours en proportion des dépenses que leur admission peuvent causer. L'archevêque de Reims, Guillaume aux Blanches Mains, réduit au nombre de quarante les novices.
En 1197, sous Thibaud III, les religieuses d'Avenay, sur la recommandation de Guillaume aux Blanches Mains, élisent Wilhelmine abbesse sans l'autorisation du comte, il faut pour le désarmer l'intervention du prélat qui est désavoué.
En 1205, le pape Innocent III dispense l'abbaye de répondre à aucune justice séculière rendue par les prévôts, baillis ou sénéchaux.
En 1233, Thibault, en campagne, vient avec sa suite se reposer à l'abbaye d'Avenay et requiert le droit de gîte. Après débat et enquête qui donne raison à l'abbesse Aélis, Thibault se désiste.
La règle bénédictine ayant vécu de nombreuses dérives, l'abbaye doit être réformée vers 1530 par l'abbesse Françoise, première abbesse nommée par le roi de France François Ier en vertu du concordat de 1516.
En juillet 1544, lors des offensives en Champagne, Charles Quint établit son camp dans l'abbaye que les religieuses doivent quitter jusqu’à la trêve de Crépy-en-Laonnois.
Au début de la deuxième guerre de Religion, le 7 septembre 1567, les huguenots mettent le feu à l'église. L'abbaye est restaurée et réformée à nouveau par l'abbesse Françoise de La Mark.
En 1636, pendant la guerre de Trente Ans, menacées par l'invasion des Espagnols sous les ordres de Jean de Werth, les religieuses se retirent dans leur prieuré de Saint-Joseph de Châlons.
Un incendie se déclare dans la nuit du 31 août au 1er septembre 1754 et réduit en cendres la plus grande partie des bâtiments. L'autorité ecclésiastique veut transférer l'abbaye au prieuré de Longueau à Baslieux-sous-Châtillon. En 1756, le roi accorde l'autorisation de reconstruire et l'abbaye est de nouveau restaurée.
Le 13 février 1790, l'Assemblée constituante prononce l'abolition des vœux monastiques et la suppression des congrégations religieuses. Les 33 religieuses qui y vivent encore, suivant strictement la règle, sont dispersées le 22 septembre 1792.
Le mobilier de l'abbatiale a été transféré dans l'église paroissiale.

## Administration
Les officières chargées de l'administration du monastère sont l'abbesse, la prieure, élue par les religieuses, la cellériere, chargée de la gestion des biens de l'abbaye, la trésorière, la dépositaire.

### Abbesses
Les abbesses sont appelées Madame.
D'après Louis Paris et suivant l'ordre chronologique établi par le Gallia Christiana :
1. 660-690 : Berthe (†690)
2. 849-869 : Berthe II (ca. 825/830-† apr. 852), fille de Lothaire Ier et de Ermengarde de Tours
3. 864-869 : Teuteberge
4. 893 : Berthe III
5. 1050-1086 : Alix ou Aélis
6. 1086-1103 : Agnès
7. 1103-1110 : Fridebourg ou Frideburge
8. 1110-1136 : Cécile
9. 1130-1170 : Aélis, Alvidis
10. 1130-1170 : Adelidis de Joinville, fille de Roger de Joinville
11. 1170-1197 : Hélisende, fille de Jean, comte de Roucy.
12. 1197-1204 : Wilhelmine, fille de Roger de Joinville
13. 1204-1220 : Eustasie
14. 1224-1248 : Aélis, ou Aélidis
15. 1248-1274 : Isabelle, fille de Thiébaut II de Bar[réf. nécessaire]
16. 1274-1289 : Alix III
17. 1289-1303 : Isabelle II
18. 1303-1324 : Claire ou Clarisse des Armoises
19. 1324-1326 : Marie
20. 1333-1339 : Clémence
21. 1339-1356 : Jehanne d'Arcy, soeur de Hugues d'Arcy[réf. nécessaire]
22. 1356-1357 : Gillette de Roclain
23. 1357-1360 : Henriette
24. 1360-1395 : Jehanne d'Angremont
25. 1395-1397 : Jehanne III
26. 1397-1410 : Nicole de Saulx
27. 1409-1435 : Nicole de Craon, fille de Jean de Craon
28. 1435-1460 : Catherine de Craon, fille de Jehan II de Craon, nièce, coadjutrice de la précédente
29. 1460-1493 : Marguerite d'Aixne ou d'Aisne
30. 1492-1510 : Jehanne de Thourotte
31. 1514-1521 : Clémence
32. 1526-1532 : Françoise, moniale, première abbesse nommée par le roi.
33. 1532-1538 : Marguerite de la Dieppe ou de la Diese
34. 1538-1552 : Jacqueline de Bossut
35. 1552-1576 : Louise de Linange
36. 1576-1608 : Françoise de la Marck de Bouillon, fille de Robert IV de La Marck et de Françoise de Brézé
37. 1608-1610 : Marie-Françoise de Lévis-Ventadour, fille de Anne de Lévis
38. 1609-1625 : Françoise de Beauvilliers de Saint-Aignan (-†1624), sœur de Marie et Claude de Beauvilliers, abbesses de l'abbaye de Montmartre
39. 1625-1637 : Bénédicte de Gonzague (1614-†1637), fille de Charles, duc de Nevers[N 1].
40. 1638-1666 : Marie Cauchon de Treslon (†1666)
41. 1666-1687 : Marie-Eléonore Brûlart de Sillery (-†03/02/1687), nièce de Léonor d'Estampes, sa soeur cadette Françoise est également religieuse à ses côtés[5]
42. 1687-1720 : Marguerite-Françoise de Boufflers (1642-†1720)
43. 1720-1776 : Charlotte-Julie de Boufflers (1698-1777), nièce de la précédente, fille de Louis François de Boufflers
44. 1776-1790 : Marguerite de Cossart d'Espiés (1727-), dernière abbesse.

### Prieures
En cas de vacance du siège ou d'absence de l'abbesse, les affaires de la communauté sont gérées au nom du monastère, soit par la trésorière, soit par la prieure.
- ~ 1574 : Ursule de Voiry ou Voiroz, prieure
- ~ 1579 : Magdeleine de Hangard, prieure
- ~ 1603 : Jehanne de Laval, prieure, Guillemette des Ortyes, sous-prieure
- ~ 1608 : Jehanne de Laval
- 1623 : Louyse de Noirefonteyne, Emonne de la Chaussée, sous-prieure
- 1627 : Emonne de la Chaussée[6], Elisabeth Laignelet, sous-prieure
- 1647 : Marie Roland
- 1666 : Françoise de Baudier, grande prieure, Marie de Clermont, prieure des cloistres, Jeanne de Brugny, sous-prieure
- 1691 : Jeanne d'Aoust, grande prieure
- 1700 : Catherine Clozier de Juvigny, grande prieure ; Madeleine de Bascle, prieure des cloîtres ; Charlotte de Gausna de Conigy, sous-prieure
- 1761 : Saubinet, prieure ; Benoist, prieure des cloistres ; Voille, sous-prieure

### Trésorières et autres fonctions
Dans les monastères de bénédictines, la trésorière occupe souvent, après l'abbesse, le premier rang parmi les dignitaires, et la supplée, dans les transactions temporelles, en cas d'absence ou d'empêchement.
Voici la liste des religieuses ayant exercé diverses fonctions selon les actes de l'abbaye :
- Jeanne Gouge (de la), hospitalière, entre 1460 et 1493.
- Marie Roland, boursière, entre 1576 et 1647.
- Marie Lholier, hospitalière, entre 1625 et 1676.
- Françoise Courgent (de), dépositaire, entre 1638 et 1666.
- Marie Cocquebert, cellerière, entre 1638 et 1687.
- Elizabeth Haye (de la) d'Aubigny, dépositaire, entre 1638 et 1687.
- Gabrielle Cotignon de Chauvry, boursière, entre 1638 et 1708.
- Charlotte  Cathelan (de), grennetière, entre 1638 et 1720.
- Marie Vassan (de), grennetière, entre 1638 et 1720.
- Jeanne Sarot, hospitalière, entre 1669 et 1687.
- Marie Madeleine Rougé de Courtimont (de), dépositaire, boursière, sous-prieure, entre 1682 et 1748.
- Geneviève Camuset, dépositaire, entre 1687 et 1720.
- Ysabelle  Haye d'Aubilly  (de la), dépositaire, entre 1687 et 1720.
- Marie Godet de Soude (de), grennetière, entre 1687 et 1726.
- Fleury (de), grennetière, entre 1728 et 1776.
- Sac-Espée (de) ou Scaquespée (de), Ddépositaire, entre 1728 et 1776.
- Rumigny (de), boursière, entre 1737 et 1776.
- Madeleine Catherine Aubigny ( d'), économe, entre 1761 et 1792 à son expulsion.
- Marguerite Henrionnet, célerière, entre 1779 et 1792 à son expulsion.

### Chanoines
Dans l'ordre de Saint-Benoît, on élève des bâtiments pour les hommes, proche ou même dans l'enclos des monastères de filles mais séparés toutefois des lieux habités par les religieuses, dont ils ont la conduite, tant pour l'administration des sacrements que pour gouverner leur temporel. Tous, prêtres ou chanoines, dépendent de l'abbesse.
Le curé de la paroisse d'Avenay est toujours pris parmi les chanoines.
Voici la liste alphabétique des chanoines dont les noms sont repris dans les actes de l'abbaye :
Nom	Prénom	Fonction	Notes
Abraham		Chanoine en 1738	Acte de baptême en 1743
Arnoult	Nicolas	Chanoine en 1693	Fils de Nicolas Arnoult et de Marguerite Yvernel. Décède en 1707 à 59 ans
Baudier	Aubert	Chanoine en 1789	déclaration de revenus
Baulmont		Chanoine en 1738
Berthemet	François	Chanoine en 1650	
Bigot	Nicolas	Chanoine en 1720	
Blanchard		Curé vers1787	
Boucard	Pierre	Chanoine en 1395	
Briottin	Pierre	Chanoine en 1647	
Briquet	Pierre	Chanoine vers 1609, 1574	
Brongniard	Philippe Joseph	Chanoine en 1779	
Caillet	François	Chanoine en 1675, 1700 curé entre 1692 et1700	visite de Maurice Le Tellier, archeveque de Reims en 1675. décède en 1700
Champenois 	Michel	Chanoine en  1609	Curé d'Ay, doyen d'Epernay. Acte de 1625
Charlet	Nicolas	Chanoine en 1647	
Chevallier	Pierre Louis	Chanoine en 1786, 1789	déclaration de revenus, titulaire chapelle Saint Roch
Damery (de)	Guillaume	Chanoine en 1404, 1452	
Discret		Chanoine en 1738	
Fendillon	Nicolas	Chanoine en 1729	
Fetizon	Nicolas	Chanoine en 1720, 1738	
Fissier	François	Chanoine en 1786, 1789	déclaration de revenus, titulaire chapelle Sainte Marie
Galloteau	Jacques	Chanoine en 1627	Frère de Catherine Galloteau. Lègue ses biens à l'abbaye
Garnier	Jean	Chanoine en 1476	
Gérard 	Jean Baptiste	Chanoine en 1729	Elu en 1729
Godemé		Curé en 1638	
Guiot ou Guyot	Jean	Chanoine en  1489, 1494, 1506, 1510, 1545	
Guyot	Jean	Chanoine en 1414	
Hillet	Antoine Guillaume	chanoine en 1759	titulaire de la chapelle saint roch après 1759
Lagnier	Hilaire	Chanoine en 1706	décède en 1706
Lasnier	Pierre	Chanoine en 1720	
Lebouc	Jehan 	Chanoine en 1614	
Leprest		Curé en 1792	
Luyer	Henri	Chanoine curé en 1749, 1750	
Mitteau	Louis	Chanoine en 1779, 1780	
Oudin	Pierre	Chanoine en 1651	
Parent	Guill.	Chanoine en 1647	
Parredo	Jean	Chanoine en 1645	
Préville (de)	Nicolas François Philippe	Chanoine avant 1779	Décède en 1779
Raussin	Henri	Chanoine en 1783, 1786	
Remigny	Nicole	Chanoine en 1347	
Robert	Jacques	Chanoine en 1720, 1727	
Rompy (de)	Gilles	Chanoine avant 1474	
Rouillié (de)	Hue	Chanoine en 1485	
Rousse	Gérard	Chanoine en 1720	Janséniste. Miracle sur tombeau. Décède en 1727
Roze	Jean	Chanoine en 1757	
Varlet	Ponce	Chanoine en 1647	
Vavasseur	Joseph	Curé en 1761	
Vincent	Jean	Chanoine en 1704, curé entre 1701 et 1731	
Warmeriville (de)	Regnaud	Chanoine en 1234	
Warnet	Nicolas	Chanoine en 1759	Titulaire de la chapelle saint roch avant 1759
Willequin	Jean	Chanoine en  1489

## Architecture
Les jardins sont grands et beaux et le Breuil est considéré par Baugier, comme l'un des plus beaux jardins de l'ordre monastique.

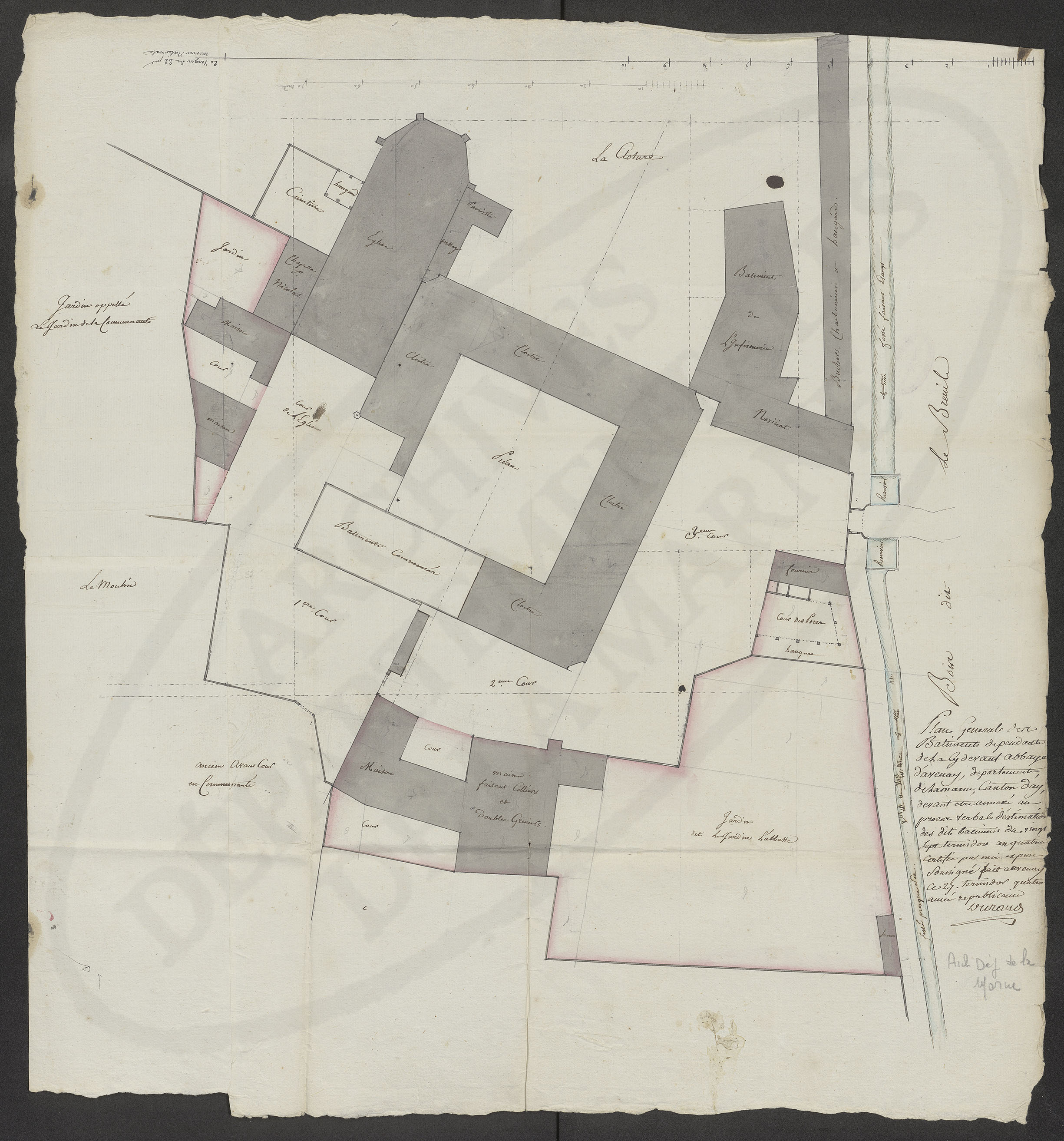
Plan des bâtiments avec leur utilisation en 1796.

Voici le plan des bâtiments en 1796 lors de leur vente comme bien national.

## Prieuré
L'influence de l'abbaye s'étend sur les prieurés où elle envoie ses religieuses et recueille les revenus :
- Prieuré Saint-Joseph de Châlons-en-Champagne, fondé le 6 février 1614, consacré en 1706, supprimé par arrêt du conseil du roi le 20 février 1788 et occupé par l'hôpital Saint-Maur. Rendu à la vie religieuse en 1839

## Patrimoine foncier
Selon le dénombrement fait par Hincmar, les biens de l'abbaye se composent de onze cent cinquante manses, maisons ou fermes, à l'aide desquelles il pourvoit à la subsistance et aux besoins des clercs et des nonnes.
L'abbaye acquiert des rentes, revenus, cens, surcens, et autres droits seigneuriaux à Mareuil sur Ay. Hugues, comte de Champagne, qui est soigné à Avenay, donne deux manses et demie de terre avec tous leurs droits qu'il possède à Avenay et une terre à Plivot. Elle possède un moulin sur la Vesle à Bouy.
En 1147, le pape Eugène III fait un dénombrement succinct des biens et des églises : L'église Saint-Trezain d'Avenay avec la chapelle Notre-Dame. Suippe et Somme-Suippe avec les églises et tous les droits de seigneurie, l'église Saint-Hilaire de Mareuil-sur-Ay, Mutigny avec ses appartenances, les villages de Praesle, Vaulx, Bouy, Vraux, La dixme de Vaudemange, le fief de Columiers, le cens de Trelly, de Tauxières ; le fief de Goncourt, et le cens de Plivot, de Hauterive, à Porte Emmeline, Sarry, Lude.
Les jeunes filles entrant en religion devaient apporter à la maison dot ou pension viagère.

## Dîmes
La dîme de Vauciennes est reçue en dot vers 1050-1080
Guy de Chastillon, archevêque de Reims, concède à l'abbaye l'église Saint-Martin de Suippes et Saint-Pierre de Somme-Suippe.
L'abbaye a le droit d'élire et de pourvoir aux cures des églises dont elle est patronne, de prêtres qu'elles présentent à l'ordination de l'évêque diocésain, droit de patronage, de présentation à l’évêque et de nomination d'un desservant aux églises ou cures (paroisses) où il percevait les grosses dîmes : Saint-Trezain d'Avenay, Saint-Hilaire de Mareuil, Saint-Martin de Mutigny, Saint-Martin de Suippes, Saint-Pierre de Somme-Suippe.

## Héraldique

Blason de la famille de Boufflers.

Dans l'Armorial général de France, Charles d'Hozier attribue à l'abbaye d'Avenay le blasonnement « D'argent à 3 molettes de gueules, à l'orle de 9 croix recroisettées de même » qui est celui de la maison de Boufflers. Louis Paris indique qu'à très-peu d'exceptions près, les établissements monastiques n'ont jamais eu d'autres armoiries que celles de leur abbesse.